# Macromidia fulva
Macromidia fulva – gatunek ważki z rodziny Synthemistidae. Endemit Borneo.